# Team Sunweb/2018
Deze pagina geeft een overzicht van de Team Sunweb-wielerploeg in 2018.

## Algemeen
Algemeen manager: Iwan Spekenbrink
Teammanager: Rudi Kemna
Ploegleiders: Arthur van Dongen, Adriaan Helmantel, Luke Roberts, Herman Snoeijink, Tom Veelers, Aike Visbeek
Fietsmerk: Giant

## Renners
| Naam                 | Geboortedatum | Nationaliteit    | Ploeg 2017                  |
| -------------------- | ------------- | ---------------- | --------------------------- |
| Nikias Arndt         | 18-11-1991    | Duitsland        |                             |
| Phil Bauhaus         | 08-07-1994    | Duitsland        |                             |
| Roy Curvers          | 27-12-1979    | Nederland        |                             |
| Laurens ten Dam      | 13-11-1980    | Nederland        |                             |
| Tom Dumoulin         | 11-11-1990    | Nederland        |                             |
| Johannes Fröhlinger  | 09-06-1985    | Duitsland        |                             |
| Simon Geschke        | 13-03-1987    | Duitsland        |                             |
| Chad Haga            | 26-08-1988    | Verenigde Staten |                             |
| Chris Hamilton       | 18-05-1995    | Australië        |                             |
| Jai Hindley          | 05-05-1996    | Australië        | Mitchelton-BikeExchange     |
| Lennard Hofstede     | 29-12-1994    | Nederland        |                             |
| Lennard Kämna        | 09-09-1996    | Duitsland        |                             |
| Wilco Kelderman      | 25-03-1991    | Nederland        |                             |
| Søren Kragh Andersen | 10-08-1994    | Denemarken       |                             |
| Michael Matthews     | 26-09-1990    | Australië        |                             |
| Sam Oomen            | 15-08-1995    | Nederland        |                             |
| Tom Stamsnijder      | 15-05-1985    | Nederland        |                             |
| Michael Storer       | 28-02-1997    | Australië        | Mitchelton-BikeExchange     |
| Mike Teunissen       | 25-08-1992    | Nederland        |                             |
| Edward Theuns        | 30-04-1991    | België           | Trek-Segafredo              |
| Albert Timmer        | 13-06-1985    | Nederland        |                             |
| Martijn Tusveld      | 09-09-1993    | Nederland        | Roompot-Nederlandse Loterij |
| Louis Vervaeke       | 06-10-1993    | België           | Lotto Soudal                |
| Max Walscheid        | 13-06-1993    | Duitsland        |                             |

### Stagiairs
Vanaf 1 augustus 2018
| Naam        | Geboortedatum | Nationaliteit | Vorige ploeg            |
| ----------- | ------------- | ------------- | ----------------------- |
| Cees Bol    | 27-07-1995    | Nederland     | SEG Racing Academy      |
| Nils Eekhof | 23-01-1998    | Nederland     | Development Team Sunweb |
| Max Kanter  | 22-10-1997    | Duitsland     | Development Team Sunweb |

### Vertrokken
| Naam            | Geboortedatum | Nationaliteit | Ploeg 2018               |
| --------------- | ------------- | ------------- | ------------------------ |
| Warren Barguil  | 28-11-1991    | Frankrijk     | Team Fortuneo-Samsic     |
| Bert De Backer  | 02-04-1984    | België        | Vital Concept            |
| Sindre Lunke    | 17-04-1993    | Noorwegen     | Team Fortuneo-Samsic     |
| Georg Preidler  | 17-06-1990    | Oostenrijk    | FDJ                      |
| Ramon Sinkeldam | 09-02-1989    | Nederland     | FDJ                      |
| Zico Waeytens   | 29-09-1991    | België        | Veranda's Willems-Crelan |

## Belangrijkste overwinningen
| Ronde van Abu Dhabi 3e etappe: Phil Bauhaus Ronde van Romandië Proloog: Michael Matthews Ronde van Italië 1e etappe (ITT): Tom Dumoulin Ronde van Yorkshire 3e etappe: Max Walscheid Ronde van Zwitserland 6e etappe: Søren Kragh Andersen Ronde van Frankrijk 20e etappe (ITT): Tom Dumoulin BinckBank Tour 7e etappe: Michael Matthews Grote Prijs van Quebec Winnaar: Michael Matthews | Grote Prijs van Montreal Winnaar: Michael Matthews Ronde van het Münsterland Winnaar: Max Walscheid Parijs-Tours Winnaar: Søren Kragh Andersen |  |

Mannen: 1999 · 2000 · 2001 · 2002 · 2003 · 2004 · 2005 · 2006 · 2007 · 2008 · 2009 · 2010 · 2011 · 2012 · 2013 · 2014 · 2015 · 2016 · 2017 · 2018 · 2019 · 2020 · 2021 · 2022 · 2023 · 2024 · 2025
Vrouwen: 2011 · 2012 · 2013 · 2014 · 2015 · 2016 · 2017 · 2018 · 2019 · 2020 · 2021 · 2022 · 2023 · 2024 · 2025
AG2R-La Mondiale · Astana Pro Team · Bahrain-Merida · BMC Racing Team · BORA-hansgrohe · Groupama-FDJ · Lotto Soudal · Mitchelton-Scott · Movistar Team · Quick-Step · Team Dimension Data · Team EF Education First-Drapac p/b Cannondale · Team Katjoesja Alpecin · Team LottoNL-Jumbo · Team Sky · Team Sunweb · Trek-Segafredo · UAE Team Emirates